# 布伦达·莫尔黑德
布伦达·莫尔黑德（英語：Brenda Morehead，1957年10月5日—），美国女子田径运动员。她曾代表美国参加1975年和1979年泛美运动会田径比赛，获得一枚金牌和一枚银牌。她也曾参加1976年夏季奥运会。